# Sergueï Kartsevski
Sergueï Ossipovitch Kartsevski (en russe : Сергей Осипович Карцевский, souvent francisé en Serge Karcevski), né le 28 août 1884 à Tobolsk et mort le 7 novembre 1955 à Genève, était un linguiste russe. Il fit partie des linguistes les plus célèbres du Cercle linguistique de Prague
Résident à Genève à partir de 1906, il bénéficia de l'enseignement direct de Ferdinand de Saussure, qu'il diffusa en Russie à son retour à Moscou en 1916. La Révolution russe le contraint à quitter une nouvelle fois son pays, habitant tantôt à Prague tantôt à Genève. Spécialiste de la langue russe, il en fit le sujet de sa thèse de doctorat écrite en français (qui fut soutenue à Genève en 1927, sous la direction entre autres de Charles Bally, et publiée à Prague la même année.

## Œuvres
- Système du verbe russe. Essai de linguistique synchronique. Prague: Imprimerie Legiografie, 1927.
- « Du dualisme asymétrique du signe linguistique. » Travaux du Cercle linguistique de Prague 1, 1929, 88–93.
- « Introduction à l'étude de l’interjection » // Cahiers Ferdinand de Saussure, 1941, № 1.
- « Sur la parataxe et la syntaxe en russe » // Cahiers Ferdinand de Saussure, 1948, № 7.
- Manuel pratique et théorique de la langue russe. Genève: Librairie Droz, 1956.